# 최재덕
최재덕(崔在德, 1948년 3월 5일 ~ , 대구)은 대한민국의 공무원이다.

## 학력
- 1964년 : 경북고등학교 졸업
- 1974년 : 서울대학교 국어교육학 학사
- 1982년 : 서울대학교 환경대학원 석사

## 경력
- 1976년 : 제18회 행정고시 합격
- 경상북도 문경군 수습사무관
- 1996년 : 건설교통부 국토계획과장
- 1996년 : 건설교통부 주택정책과장
- 건설교통부 주택심의관
- 건설교통부 건설경제심의관
- 1999년 : 건설교통부 국토정책국장
- 건설교통부 주택도시국장
- 2002년 : 건설교통부 광역교통정책실장
- 2002년 : 건설교통부 차관보
- 2003년 : 건설교통부 차관
- 2005년 : 한국건설산업연구원장
- 2007년 : 제17대 대통령직인수위원회 경제제2분과위원회 위원
- 2008년 : 대한주택공사 사장
- 2008년 : 대한근대5종연맹 회장
- 2012년 : 해외건설협회장

| 전임 추병직 | 제9대 건설교통부 차관 2003년 3월 3일 ~ 2004년 9월 2일 | 후임 김세호 |